# سه قلب
سه قلب (لهستانی: Trzy serca) یک فیلم کمدی رمانتیک لهستانی به کارگردانی میخاو واشینسکی است که در سال ۱۹۳۹ منتشر شد.

## گزیدهٔ بازیگران
- الکساندر ژابچینسکی
- یژی پیخلسکی
- الژبیه‌تا بارشچفسکا
- استانیسواف واپینسکی
- هلنا بوچینسکا
- الکساندر زلوروویچ
- فلیکس خمورکوفسکا
- استانیسواف گرولیتسکی
- زوفیا لیندورفوونا
- تادئوش بیائوشچینسکی